# الحمة (بني قيس الطور)

تعديل مصدري - تعديل

الحمة هي إحدى قرى عزلة ربع الشمري بمديرية بني قيس الطور التابعة لمحافظة حجة، بلغ تعداد سكانها 262 نسمة حسب تعداد اليمن لعام 2004.